# Исак Алкалај
Исак Алкалај (Самоков, 25. новембар 1882 — Њујорк, 1979), је био врховни рабин и сенатор.

## Биографија
Отац Аврам, мајка Ребика. Као дечак, са родитељима је прешао у Софију, а потом у Земун. Отац му је радио као кантор у Земуну.
Основну школу и нижу реалку завршио је у Земуну, а гимназију у Београду. У Бечу је завршио Филозофски факултет и Виши рабински семинар. Рабинску службу започео је 1909. као заступник сефардског рабина у Србији, а 1911. постао је главни рабин Србије.
Са успостављањем установе Врховног рабината (1923), именован је за врховног рабина Краљевине СХС. На тој дужности остао је до 1941. Истовремено је био и председник Савеза рабина Краљевине СХС.
За време Балканских ратова, истакао се у прикупљању помоћи за санитет, али је радио и на придобијању Јевреја у новоослобођеним крајевима за нову државу. Током Првог светског рата, ишао је у хуманитарне мисије у Италију, Швајцарску, Француску и Енглеску и прикупљао помоћ за српску војску. По налогу српске владе, ишао је и у САД да би пропагирао „југословенску ствар“ међу тамошњим Јеврејима. Био је члан Обласног одбора Црвеног крста.
Био је члан и председник јеврејског реда Бенеи Брита за Србију и његове Велике ложе „Југославија“. Један је од оснивача привременог Главног одбора Савеза јеврејских вероисповедних општина Југославије (1919). За сенатора по функцији именован је 1932. Био је један од представника југословенских Јевреја на Првом заседању Светског јеврејског конгреса у Женеви 1936.
Активно се служио немачким, француским, енглеским, шпанским и старохебрејским језиком. Носилац је одликовања Светог Саве IV, III и I степена. Објавио је више прилога о српским Јеврејима у The American Jewish Year Book (1918).
Избегао је у САД 1941. Настанио се у Њујорку и био активан члан Удружења југословенских Јевреја у САД.
Одликован је Орденом Светог Саве.

## Извор
- Знаменити Јевреји Србије

1. ↑  Acović, Dragomir (2012). Slava i čast: Odlikovanja među Srbima, Srbi među odlikovanjima. Belgrade: Službeni Glasnik. стр. 348.